# Candalides anita
Candalides anita är en fjärilsart som beskrevs av Druce. Candalides anita ingår i släktet Candalides och familjen juvelvingar. Inga underarter finns listade i Catalogue of Life.